# Al-Nasr SC Dubai
|  | Aquest article tracta sobre el club de futbol dels Emirats Àrabs Units. Vegeu-ne altres significats a «Al-Nasr». |

L'Al-Nasr SC Dubai (àrab: نادي النصر الثقافي الرياضي, Nādī an-Naṣr aṯ-Ṯaqāfī ar-Riyāḍī, ‘Club Cultural Esportiu de la Victòria’) és un club de futbol dels Emirats Àrabs Units de la ciutat de Dubai. Al-Nasr significa ‘la Victòria’.

## Palmarès
- Lliga dels Emirats Àrabs Units de futbol:[1]
  - 1977–78, 1978-79, 1985–86
- Copa del President dels Emirats Àrabs Units de futbol:[2]
  - 1984–85, 1985–86, 1988–89, 2014–15
- Copa de la Lliga dels Emirats Àrabs Units de futbol:[2]
  - 2015, 2020
- Supercopa dels Emirats Àrabs Units de futbol:[2]
  - 1990, 1996
- Copa Federació dels Emirats Àrabs Units de futbol:[2]
  - 1988–87, 1999–00, 2001–02
- Copa de Clubs Campions del Golf:
  - 2014

## Jugadors destacats
- Khodadad Azizi
- Reza Enayati
- Mohammad Nosrati
- Mehrzad Madanchi
- Karim Bagheri
- Arash Borhani
- Farhad Majidi
- Ebrahim Ghasempour
- Sattar Hamedani
- Ali Hosany Al Hawasin, Ali Abbas Yasin
- Mohammad Khamis Salem Saleh
- Salah Abbas
- Kazim Ali
- Yousuf Moussa
- Andrés Guglielminpietro
- Mamam Cherif Touré
- Renato
- Valder
- Fred Bloggs
- Hussein Alaa Hussein

## Entrenadors destacats
- Reiner Hollmann
- Vágner Carmo Mancini
- Frank Pagelsdorf